# 華民代表会
華民代表会（かみんだいひょうかい、中国語: 華民代表會、英語: The Chinese Representative Council）とは、日本によって軍政期の香港に設立された、現地の有力華人・ユーラシアン（華人と西洋人の混血。英語: Eurasian、中国語: 歐亞裔）コミュニティーの指導者で構成される諮問機関である。

## 背景
1941年12月25日、香港総督のマーク・ヤングが日本に対して降伏すると、香港は3年8ヶ月にわたり日本軍政の下に置かれることとなった。
支配を強固にするため、日本軍はイギリスによる香港支配に協力していた地域社会の有力者を同様に利用しようとした。イギリスの降伏から2週間後の1942年1月、酒井隆中将は華人・ユーラシアンの有力指導者約130人を九龍のペニンシュラ・ホテルでの公式昼食会に招いた。その席で酒井は、華人と日本人は大東亜共栄圏のために協力すべきだと強調した。
1942年1月下旬、磯谷廉介中将が香港占領地総督に就任し、現地中国系住民を管理するために、華民代表会と華民各界協議会という2つの委員会を設置した。

## 構成
3月30日、香港善後処理委員会に代わり、華民代表会と華民各界協議会が設立された。日本側は、戦前には行政評議会と立法評議会の元議員であった羅旭龢（ロバート・コートウォール）を華民代表会の主席に任命した。同委員会は3人、1942年4月からは陳廉伯が加わり4人で構成された。
その他を含め、メンバーは以下の通り：
- 主席：羅旭龢（英語: Sir Robert Kotewall。行政・立法評議会首席華人非官守議員、ユーラシアン）
- 劉鉄誠（華商銀行公会主席、交通銀行香港支店支店長で、交通銀行元頭取）
- 李子方（中国語版）（東亜銀行頭取であり、戦前には市政局と立法評議会の非官守議員だった）
- 陳廉伯（広州における香港上海銀行の買弁。1942年4月に加入）

代表会のメンバーには、交通銀行支店長で華商銀行公会主席の劉鉄誠がいた。劉は中日回流学生協会会長で、非常に親日家だった。1945年4月に死去した際には、日本の占領地総督から表彰された。広州における香港上海銀行の元買弁であった陳廉伯は、日本軍の香港侵攻の際、敗戦論の鼓吹と敵国幇助の容疑でイギリスに逮捕された。しかし、他の指導者たちは、物理的に生き残るため、ほとんどが不本意ながら、不安を抱きながらも日本軍に協力した。
また華民代表会では、各界の専門家から、もう一つの諮問機関である華民各界協議会の議員22名を選出した。

## 歴史
華民代表会は毎日開催され、問題を討議していたが、実権は委ねられていなかった。代表会ができるのは、提案を行い、それを受け入れるよう軍政を説得することだけだった。また、飢餓救済のための東亜建設基金の資金調達も担当した。
1942年11月、陳廉伯は代表会を代表して、日本人が三業組合に対して深水埗で「慰安所」の経営を許可することを検討していると発表した。
1943年1月、陳廉伯、劉鉄誠、羅旭龢は、汪精衛が主宰する傀儡政権「中華民国国民政府」の米英に対する宣戦布告を支持する明確な声明を公の場で発表した。
1944年、日本軍の敗色が濃厚になるにつれ、地域社会の指導者たちは代表会での任務を避けるようになった。羅旭龢と李子方も健康上の理由で公の場から身を引いた。

## その後
日本の降伏後、華民代表会主席の羅旭龢は戦争犯罪裁判で証言した。香港政庁の3人の幹部、ローランド・ノース、グレンヴィル・アラバスター、ジョン・フレイザーから、香港陥落前に現地中国系住民の利益が守られる範囲で日本軍に協力するよう事前に助言されていたことで、羅は裏切り者とはみなされなかったものの 戦前には立法評議会などで多くのポストに就いていた羅と李は戦後、いかなる公職にも再任されることはなかった。